# František Chvalkovský

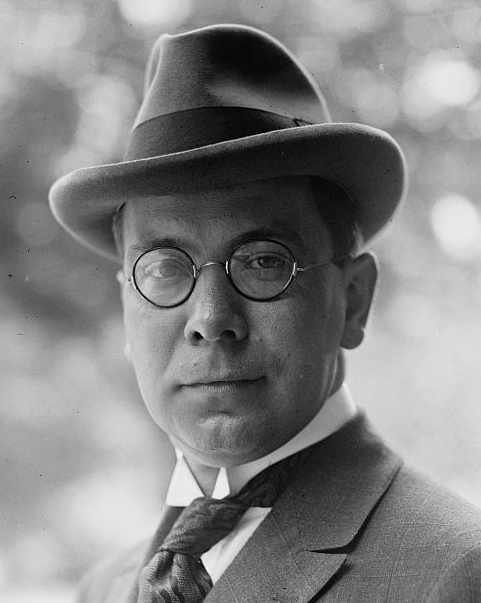
František Chvalkovský (1923)

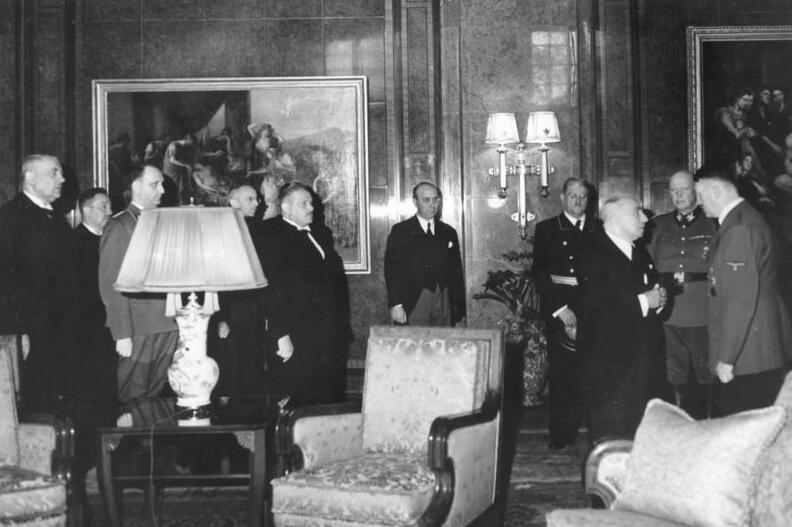
Von rechts: Hitler, Lammers, Hácha, Meissner, Chvalkovský Juni 1942 in der Reichskanzlei

František Chvalkovský (* 30. Juni 1885 in Jílové, Österreich-Ungarn; † 25. Februar 1945 in Berlin) war ein tschechoslowakischer Diplomat und Politiker. 

## Tätigkeiten
Chvalkovský studierte Rechtswissenschaft in Prag und London. Er begann bei der Niederlassung der Živnostenská banka in Krakau zu arbeiten. Nach dem Ersten Weltkrieg wurde er Sekretär des tschechoslowakischen Innenministers Antonín Švehla. Er war als Mitglied der tschechoslowakischen Delegation bei den Verhandlungen zum Vertrag von Trianon. In der Folge war Chvalkovský Gesandter der Tschechoslowakei in Tokio, Washington, Berlin (1927–1932) und Rom (1932–1938).
Die Ernennung Chvalkovskýs zum Außenminister im Jahr 1938 führten zu einer deutlichen Wende in der tschechoslowakischen Außenpolitik. Er trat nach dem Münchner Abkommen für eine enge Anlehnung der Tschechoslowakei an das Deutsche Reich ein. Chvalkovskýs vertrat die Tschecho-Slowakei bei den Verhandlungen, die zum 1. Wiener Schiedsspruch führten. Im März 1939 begleitete er Staatspräsident Emil Hácha auf seiner Reise nach Berlin, deren Ergebnis die Zerschlagung der Tschechoslowakei und die Bildung des Protektorats Böhmen und Mähren war.
Chvalkovský wurde Minister ohne Geschäftsbereich in der Protektoratsregierung und war ab Juni 1939 Gesandter des Protektorats in Berlin. Als Vertreter der Protektoratsregierung in Berlin war er lediglich für den formalen Kontakt zur Reichskanzlei zuständig. Alle das Protektorat betreffenden Anfragen anderer deutscher Behörden hatten über den Reichsprotektor in Prag zu erfolgen. Die auswärtige Vertretung des Protektorats Böhmen und Mähren erfolgte durch das deutsche Auswärtige Amt. Er verblieb auf seinem zunehmend einflussloseren Posten. Die Gesandtschaft des Protektorats Böhmen und Mähren befand sich im Kurfürstendamm Nr. 190/92 / Ecke Schlüterstraße.
Am 25. Februar 1945 kam er bei einem alliierten Bombenangriff auf Berlin ums Leben.